# Jund Ansar Allah
Jund Ansar Allah (en árabe جند أنصار الله, Soldados de los Compañeros de Dios) es una organización salafista yihadista que opera en la Franja de Gaza. El 14 de agosto de 2009 su líder espiritual, el jeque Abdel Latif Moussa, anunció la creación de un emirato islámico en los Territorios Palestinos y criticó al gobierno de Hamás por fracasar en la aplicación de la Sharia. Como respuesta a este desafío, Hamás atacó a la organización. 24 personas murieron en los combates, incluido Moussa.

## Antecedentes
Jund Ansar Allah se creó en noviembre de 2008 como una organización inspirada ideológicamente en al-Qaeda y que apoyaba el movimiento de una jihad global. El jeque Abdel Latif Moussa, un médico convertido en clérigo y educado en Egipto, se erigió en su líder espiritual. Aproximadamente dos años antes abandonó la práctica de la medicina que desarrollaba en Rafah para convertirse en uno de los predicadores más influyentes del sur de la Franja de Gaza. Durante los sermones de los Viernes que atraían a cientos de jóvenes, Moussa criticaba que Hamás no había aplicado correctamente la Sharía, convirtiéndose en un gobierno demasiado indulgente. Por su parte Hamás advirtió a él y a sus seguidores que abandonaran la mezquita en Rafah.
La organización permaneció relativamente desconocida hasta el 8 de junio de 2009, cuando iniciaron una operación contra las fuerzas de defensa israelíes (IDF) cerca del paso fronterizo de Nahal Oz, al norte de la Franja de Gaza. Las IDF consiguieron repeler los ataques, que incluían el uso de caballos con trampas explosivas ocultas en las alforjas. Cinco integrantes de la organización murieron en la operación.
El 22 de julio de 2009 tres miembros de la organización se entregaron a la policía de Gaza después de permanecer atrincherados en un edificio durante varias horas.

## Declaración del emirato Islámico
El 14 de agosto de 2009, Viernes, Moussa declaró inesperadamente la creación de un emirato Islámico en la Franja de Gaza ante 100 de sus seguidores armados en la mezquita de Rafah. Durante su sermón, Moussa condenó una vez más que Hamás fallara en la aplicación de la Saharía actuando como un "gobierno secular".
Entendido como un desafío directo a su poder en la Franja, fuerzas de Hamás rodearon la mezquita y exigieron la rendición de todos sus ocupantes. Los primeros intercambios de disparos derivaron en una batalla abierta. Durante los combates, 24 palestinos murieron y más de 130 resultaron heridos. Oficiales de Hamás afirmaron que Moussa se había suicidado, detonando un cinturón explosivo que portaba a la cintura después de que se quedara sin escapatoria en su casa. Abu-Jibril Shimali, jefe de las Brigadas de Ezzeldin Al-Qassam (brazo armado de Hamás) en el sur de la Franja de Gaza, también murió en los enfrentamientos.
Hamás no permitió que los periodistas cubrieran los combates, impidiendo que entraran en Rafah o que entrevistaran a los heridos.